# Винченцо Нибали
Винченцо Нибали (итал. Vincenzo Nibali; 14. новембар 1984) бивши је италијански професионални бициклиста у периоду од 2005. до 2022. године, који је последње возио вози UCI ворлд тур тим Астана Казахстан. Освојио је све три гранд тур трке — Ђиро д’Италију, Тур де Франс и Вуелта а Еспању, као и два монументална класика — Милано—Санремо и Ђиро ди Ломбардију.
Рођен близу Месинског мореуза, надимак му је „Ајкула из мореуза“, „Ајкула из Месине“ или само „Ајкула“. Прву велику побједу остварио је 2006, када је освојио трку из UCI про тур календара — ГП Уест—Франс. Након тога, бивши бициклиста — Микеле Бертоли, изјавио је да Нибалију више одговарају етапне трке. Познат је као један од бољих возача на спусту, као добар брдаш и солидан хронометраш и сматра се једним од најбољих возача на етапним тркама у својој генерацији. Године 2010, завршио је Ђиро д’Италију на трећем мјесту, иза сувозача — Ивана Баса, који је освојио трку и Давида Ароја, након чега је освојио Вуелта а Еспању испред Езекијела Москере. Године 2011, био је лидер на Ђиру, док је Басо био лидер на Тур де Франсу. Завршио је Ђиро на трећем мјесту, скоро седам минута иза Алберта Контадора, а 46 секунди иза Микелеа Скарпонија. Контадору је побједа одузета 2012. због допинга, додијељена је Скарпонију, док је Нибали дошао до другог мјеста.
Године 2012, Басо је био лидер на Ђиру, а Нибали на Туру. Бредли Вигинс је освојио Тур, захваљујући побједама на два хронометра и вожњи на темпо тима Скај, док је Нибали завршио на трећем мјесту, шест минута иза. На крају 2012, прешао је из Ликвигаса у Астану. Године 2013, возио је Ђиро, гдје је преузео розе мајицу на осмој етапи, задржао је до краја и освојио Ђиро по први пут, скоро пет минута испред Ригоберта Урана и шест минута испред Кадела Еванса. Пропустио је Тур, након чега је био лидер тима на Вуелти. Био је лидер до етапе 19, када је Кристофер Хорнер преузео вођство и освојио трку, са 41 годином, поставши најстарији побједник неке гранд тур трке, док је Нибали завршио на другом мјесту, 37 секунди иза.
Године 2014. поново је возио Тур де Франс. Након повреда, Крис Фрум и Алберто Контадор су морали да напусте Тур; Нибали је преузео жуту мајицу на десетој етапи, сачувао је до краја и освојио Тур седам минута испред Жан Кристофа Пероа, уз четири етапне побједе, поставши тако седми возач у историји који је освојио све три гранд тур трке. Године 2015, бранио је титулу на Туру, али је завршио на четвртом мјесту, осам и по минута иза Фрума, док је на крају сезоне освојио први монументални класик — Ђиро ди Ломбардију. У сезони 2016. возио је Ђиро, гдје је након етапе 18 заостајао скоро пет минута иза лидера — Стивена Кројсвајка. На етапи 19, Кројсвајк је пао на успону Коле дел’Ањело, због чега је изгубио преко пет минута и пао на треће мјесто; Нибали је побиједио на етапи и дошао до другог мјеста, 44 секунде иза Естебана Чавеза, који је преузео розе мајицу. На последњој брдској, етапи 20, Нибали је напао у финишу; завршио је скоро два минута испред Чавеза и освојио је Ђиро по други пут, 52 секунде испред Чавеза. У наставку сезоне, био је фаворит на Олимпијским играма 2016, гдје је био у водећој групи у финишу, након чега је пао на спусту и морао је да напусти трку, а због повреде је завршио сезону.
Године 2017. прешао је у Бахреин—мериду. Поново је возио Ђиро, који је завршио на трећем мјесту, 40 секунди иза Тома Димулена и девет секунди иза Наира Кинтане. На Вуелта а Еспањи, побиједио је на трећој етапи, на којој је Фрум преузео вођство, сачувао га да краја 
и освојио Вуелту, док је Нибали завршио на другом мјесту, два минута иза. На крају сезоне освојио је Ђиро ди Ломбардију по други пут. На почетку 2018. освојио је други монументални класик — Милано—Санремо. На Тур де Франсу, на етапи 12, ударио га је полицијски мотор; завршио је етапу, али због повреда је морао да напусти Тур. Године 2019, поново је возио Ђиро, који је завршио на другом мјесту, минут и пет секунди иза Ричарда Карапаза. На Тур де Франсу, није се борио за генерални пласман и остварио је једну етапну побједу.
Године 2020. прешао је у Трек сегафредо. Сезона је била прекинута због пандемије ковида 19, због чега су гран тур трке помјерене. Возио је Ђиро, који је вожен у септембру и октобру и завршио га је на седмом мјесту. Године 2021. освојио је Ђиро ди Сицилија трку и завршио је Тирено—Адријатико на деветом мјесту. Године 2022. вратио се у Астану, возио је Ђиро д’Италију, коју је завршио на четвртом мјесту, а на крају сезоне завршио је каријеру.

## Детињство и јуниорска каријера
Нибали је рођен 14. новембра 1984. у Месини, у Сицилији, син Салватореа и Ђоване. Због жеље да постане професионални бициклиста, напустио је родни град и преселио се у Тоскану са 16 година. Јуниорску каријеру је почео 2002. године, када је био и трећи на јуниорском светском првенству у вожњи на хронометар, а 2004. године је био трећи на светском првенству у вожњи на хронометар за возаче до 23 године.

## Професионална каријера

### Почетак каријере
Професионалну каријеру почео је 2005. године, у тиму Фаса Бортоло, а 2006. године је прешао у италијански професионални тим Ликвигас, са којим је, исте године, освојио гран при Западне Француске и завршо је трећи на Енеко Туру.
Године 2007, Нибали је возио Ђиро д’Италију по први пут и завршио је на 19 месту.
2008. возио је и Ђиро д’Италију и Тур де Франс. На Ђиру је завршио на 11 месту, а на Туру на 20 месту.

### 2009
2009. годину, Нибали је почео освајањем трке Ђиро Апенина, где је напао 50 километара до циља и победио соло. Након тога, завршио је шести на Туру Калифорније и девети на Туру Баскијске Земље.
Нибали је, заједно са Романом Кројцигером, био лидер тима Ликвигас на Тур де Франсу и оправдао је ту улогу освајањем седмог места, што му је био најбољи пласман на гранд тур тркама у том тренутку.

### 2010
2010. годину, почео је у доброј форми, освањем Тур Сан Луис трке. На Ђиро д’Италији, Нибали је ушао у састав Ликвигаса у задњем тренутку уместо Франка Пелицотија. Нибали је освојио треће место, иза тимског колеге Ивана Баса и Давида Ароја.
У јуну, Нибали је освојио трку око Словеније, пропустио је Тур де Франс и дошао је као један од фаворита на Вуелта а Еспањи. Нибали на Вуелти није остварио ниједну победу, али захваљујући добрим пласманима на брдским етапама и на два хронометра, освојио је Вуелту. Главни Нибалијев ривал, Игор Антон, морао је да напусти Вуелту након пада на етапи 14. Лидерску мајицу је преузео Хоаким Родригез, али је Нибали надокнадио заостатак на задњем хронометру.

### 2011
На почетку 2011. године, Нибали је освојио пето место на Тирено—Адриатико трци, а имао је солидну сезону и на класицима. Освојио је осмо место на Лијеж—Бастоњ—Лијежу и на Милан—Санрему.
Нибали је, уз Алберта Контадора, био један од фаворита за освајање Ђиро д’Италије, у одсуству Ивана Баса, који је био фокусиран на Тур де Франс. Нибали и Микеле Скарпони су водили велику борбу за друго место јер је Алберто Контадор био недостижан. Нибали је на крају завршио трећи, а накнадно, након поништавања резултата Контадору, Нибали је званично освојио друго место.
Нибали је био лидер Ликвигаса и на Вуелта а Еспањи. На шестој етапи, Ликвигас је покренуо бег, али је Нибали завршио четврти и није надокнадио време. На етапи 11, дошао је до трећег места у генералном пласману, иза двојца тима Скај, Бредлија Вигинса и Криса Фрума. У наредне две етапе, Нибали је смањивао Вигинсову предност, али је на етапи 14 отпао на задњем успону и изгубио је много времена, чиме је остао без борбе за подијум. Завршио је на седмом месту.

### 2012
2012. годину, Нибали је почео другим местом на Туру Омана, секунду иза Питера Велица, а након тога освојио је Тирено—Адриатико, уз класификацију по поенима и освојио је треће место на Милан—Санрему.
На Лијеж—Бастоњ—Лијежу, Нибали је напао на спусту, на 20 километара до циља, али га је у задњем километру стигао Максим Иглињски и узео му победу
Нибали је прескочио Ђиро, фокус сезоне је био Тур де Франс. Након солидне прве недеље, Нибали је завршио четврти на седмој, првој брдској, етапи и дошао је до трећег места у генералном пласману, иза Бредлија Вигинса и Кадела Еванса. На хронометру на деветој етапи, Нибали је изгубио два минута од Вигинса и пао је на четврто место, прескочио га је Вигинсов први помоћник, Крис Фрум. На десетој етапи, Нибали је напао на спусту са Кол де Гранд Колумбијера и стигао је до сувозача, Петера Сагана, али су их ухватили возачи тима Скај, тима за који је возио Вигинс. Нибали је напао опет на етапи 11, дистанцирао се, али су га Вигинс и Фрум ухватили. Ипак, Нибали се попео на треће место јер је Еванс изгубио време. Нибали је напао опет на етапи 16, али је завршио заједно са Вигинсом и Фрумом и учврстио се на трећем месту. На етапи 17, Нибали је изгубио време од Вигинса и Фрума, а још два минута је изгубио на хронометру на етапи 19 и завршио је Тур де Франс на трећем месту. Нибали је био једини који је завршио са мање од десет минута иза Вигинса и Фрума.
На крају сезоне, Нибали је напустио Ликвигас након шест године и придружио се Казахстанском тиму Астана.

### 2013
На почетку 2013. године, Нибали је завршио седми на Туру Омана и освојио по други пут Тирено—Адриатико, испред Криса Фрума и Алберта Контадора и Ђиро дел Трентино.
На Ђиро д’Италији, Нибали је био, уз Вигинса, први фаворит. Вигинс је време губио на спусту на четвртој и шестој етапи, а Нибали је преузео розе мајицу након хронометра на осмој етапи, где је завршио на четвртом месту. На десетој етапи, првој етапи на којој је циљ био на брду, Нибали је завршио трећи и повећао је предност у односу на Еванса на 41 секунду. На етапи 11, Вигинс је изгубио три минута и напустио је Ђиро. На етапи 14, Нибали и Мауро Сантаброђо су стигли сами на циљ и Нибали је препустио победу Сантаброђу. Победа је припала Нибалију након што је Сантаброђо био позитиван на ЕПО. Нибали је победио и на брдском хронометру на етапи 18 и повећао је предност на четири минута испред Ригоберта Урана и Кадела Еванса. Етапа 19 је отказана због снега, а на етапи 20, Нибали је опет победио и преузео је вођство и у класифијацији по поенима. Нибали је задњу етапу одвезао лагано и освојио је Ђиро д’Италију са 4 минута и 43 секунде испред Урана. На задњој етапи победио је Марк Кевендиш и освојио је класифијацију по поенима.
На Вуелта а Еспањи, Нибали је био први фаворит, а ту су били и Шпанци Хоаким Родригез и Алехандро Валверде. Нибали је преузео вођство на четвртој етапи, изгубио га на осмој, па га вратио на хронометру на етапи 11 и тако постао Италијан који је највише носио црвену мајицу на Вуелти. Мајицу је изгубио на етапи 19, од Криса Хорнера. Нибали је нападао неколико пута на задњој брдској, етапи 20, али је, као и на етапи 19, остао вез снаге и изгубио додатно време од Хорнера, који је освојио Вуелту са 41 годином, чиме је поставио нови рекорд. Нибали је освојио друго место.

### 2014
Након победе на Ђиру претходне године, Нибалијев циљ за 2014. годину је био Тур де Франс. Пре Тура, Нибали није успео да забележи ниједан значајан резултат, те је било питање у каквој форми ће бити на Тур де Франсу. Био је критикован након лошег издања на Критеријуму Дофине, а у јуну је освојио национално првенство по први пут.
На Тур де Франсу, Нибали је жуту мајицу узео победом на четвртој етапи, а на петој етапи је узео два минута испред највећих ривала, укључујући Алберта Контадора. На петој етапи је Тур напустио највећи фаворит Крис Фрум. Нибали је мајицу изгубио на деветој етапи, од Тонија Галопена, а вратио је одмах на десетој етапи, где је победио испред Хоакима Родригеза и Михала Квјатковског. Нибали је трећу победу остварио на етапи 13, након што је у финишу етапе стигао Рафала Мајку и Леополда Конига. Нибали је наставио да вози доминантно, није губио време, а на етапи 18 је напао на почетку успона, при врху је стигао Хоакима Родригеза и остварио четврту етапну победу на Туру 2014. минут испред другопласираног Тиба Пиноа. На хронометру на етапи 20, Нибали је завршио четврти и освојио је Тур де Франс са 7 минута и 52 секунде испред Жан-Кристофа Пероа, што је била највећа разлика у задњих 17 година.
Након Тура, Нибали је возио Куп Барачи, нападао је неколико пута, али није се одвојио и завршио је на 18 месту у спринту велике групе.

### 2015
На почету сезоне, Нибали је завршио тек на 16 месту на Тирено—Адриатику, а на Амстеловој Златној трци завршио је тек на 65 месту. На Флеш Валону је завршио на 20 месту, а најбољи резултат било му је десето место на Туру Романдије. У јуну, Нибали је освојио једну етапу на Критеријуму Дофине и национално првенство другу годину заредом.
На Тур де Франсу, Нибали је наставио онако како је возио и у првом делу сезоне, у слабој форми и далеко од борбе за одбрану Тура. Тек у трећој недељи је поправио форму, што је било довољно за четврто место, а победио је на етапи 19. Нибали је напао у тренутку кад је Крис Фрум имао механичких проблема, због чега су га многи критиковали.
Након лошег Тур де Франса, Нибали је узео учешће и на Вуелта а Еспањи, где је био лидер тима Астана, уз Фабија Аруа и Микела Ланду, који су освојили подијум на Ђиро д’Италији.
На другој етапи, Нибали је ухваћен у великом паду и био је приморан да троши много енергије на достизање. Током потере да се врати у главну групу, Нибали се придржавао за тимски аутомобил и вратио се у групу. Али, како то није дозвољено, Нибали и спортски директор Астане, Александер Шефер, који је возио ауто, су дисквалификовани.
На крају сезоне, Нибали је освојио Ђиро ди Ломбардију. Нибали је напао на задњем успону и победио је соло, испред Данијела Мартина и Тиба Пиноа.

### 2016
На почетку 2016. године, Нибали је био у доброј форми, освојио је Тур Омана, уз једну етапу, а на Тирено—Адриатику је завршио шести. Након паузе од две године, Нибали се вратио на Ђиро д’Италију, у покушају да је освоји други пут.
Нибали је на Ђиру почео лоше. На етапи 13 је изгубио пола минута, а на хронометру на етапи 15, изгубио је два минута од Стивена Крајсвијка, због механичких проблема. На етапи 16, Алехандро Валверде и Естебан Чавез су се одвојили и Нибали је изгубио још времена. Након етапе 18, био је скоро пет минута иза Крајсвијка. На етапи 19, Нибали је напао, само је Чавез могао да прати, али онда је и он отпао. Нибали је освојио етапу са пет минута испред Крајсвијка и попео се на друго место, Чавез је преузео вођство, 44 секунде испред Нибалија. На етапи 20, Нибали је опет напао, Чавез се држао, али је отпао. Помагао му је сународник, Ригоберто Уран, али је и он отишао од њега јер Чавез није имао снаге. Нибали је освојио Ђиро са 52 секунде испред Чавеза.
На Тур де Франсу, Нибали је био помоћник за Фабија Аруа, који није успио да заврши Тур у првих десет. Нибали је на две етапе покушао да стигне до етапне победе. На седмој етапи је завршио четврти, а на етапи 20 завршио је трећи. У генералном пласману завршио је на 30 месту.
Након Тур де Франса, Нибали је био лидер италијанског тима на Олимпијским играма у Рио де Женеиру и био је један од фаворита, заједно са Алехандром Валвердеом и Крисом Фрумом. На задњем успону отишао је у напад са Рафалом Мајком и Серхиом Енаом, али су он и Енао пали на спусту, на 10 километара до циља и морали су да одустану. Нибали је сломио кључну кост.

## Приватни живот
Нибали се венчао са својом девојком у октобру 2012. године и имају кћерку.
Нибалијев млађи брат, Антонио, такође је бициклиста и професионалац је од 2014. године.